# Tajmyrský autonomní okruh
Tajmyrský autonomní okruh, též Tajmyrský (Dolgansko-něnecký) autonomní okruh (rusky Таймы́рский (Долга́но-Нене́цкий) автоно́мный о́круг) byla správně administrativní jednotka na severu asijské části Ruska, než byl 1. ledna 2007 spolu s Evenckým autonomním okruhem v souladu s Putinovou centralizační politikou sloučen v Krasnojarský kraj. Měl 862 100 km² a 46 000 obyvatel. Správním střediskem byla Dudinka. Nyní jeho území tvoří Tajmyrský Dolgano-Něnecký rajón (rusky Таймырский Долгано-Ненецкий район) Krasnojarského kraje.

## Historie
Tajmyrský autonomní okruh vznikl 10. prosince 1930 pod názvem Tajmyrský (Dolganoněnecký) národní okruh a byl součástí Východosibiřského kraje RSFSR. Se vznikem Krasnojarského kraje 7. prosince 1934 byl zahrnut do jeho území.
1. ledna 2007 byl Tajmyrský autonomní okruh (společně s Evenckým autonomním okruhem) spojen s Krasnojarským krajem.

## Symboly

### Vlajka
Vlajka Tajmyrského autonomního okruhu (Dolgano-něneckého) byla tvořena světle modrým listem o poměru stran 2:3. Uprostřed listu bylo bílé, kruhové pole, o průměru poloviny šířky vlajky, z něhož vycházely dva svislé a dva vodorovné, bílé, úzké paprsky. V kruhu byla, tak jako na znaku, z které vlajka vychází, k vlajícímu okraji letící černo-bílá berneška rudokrká (Branta ruficollis) s červenou hlavou a hrudí.
Nyní území bývalého okruhu tvoří Tajmyrský Dolgano-Něnecký rajón Krasnojarského kraje, jehož vlajka je shodná s vlajkou Tajmyrského autonomního okruhu.

## Geografie
Okruh se rozkládal z velké části na poloostrově Tajmyr. Povrch tedy tvoří Severosibiřská nížina, na jihu část pohoří Putorana, na severu pohoří Byrranga, v němž se nachází Tajmyrské jezero. Arktické podnebí, velké plochy věčně zmrzlé půdy. Těžba a úprava rud a černého uhlí. Rybolov, chov sobů a kožešinové zvěře. Přístavy Dudinka, Dikson, Nordvik.